# Julianus Wagemans
Julianus Wagemans (* 4. August 1890; † 2. Mai 1965) war ein belgischer Turner.

## Erfolge
Julianus Wagemans nahm 1920 an den Olympischen Spielen in Antwerpen teil. Dort trat er zunächst im Einzelmehrkampf an und schloss diesen auf dem neunten Platz ab. Darüber hinaus gehörte er zur belgischen Turnriege im Mannschaftsmehrkampf. Dabei traten insgesamt fünf Mannschaften an, die aus 16 bis 24 Turnern bestehen durften. Geturnt wurden Übungen am Reck, am Pauschenpferd, am Barren, mit Handgeräten und an insgesamt vier Hürden à 70 cm. Bei einer maximal möglichen Gesamtpunktzahl von 404 erzielte die italienische Mannschaft das beste Resultat mit 359,855 Punkten und wurde Olympiasieger. Dahinter folgte die Mannschaft des Gastgebers Belgien, die auf 346,765 und damit den zweiten Platz kam, vor Frankreich auf dem Bronzerang mit 340,100 Punkten. Ohne Medaillen blieben die Tschechoslowaken mit 305,255 auf Rang vier und die Briten mit 299,115 Punkten auf Rang fünf.
Wagemans gewann somit zusammen mit Eugène Auwerkeren, Théophile Bauer, Augustus Cootmans, François Claessens, François Gibens, Albert Haepers, Domien Jacob, Félicien Kempeneers, Jules Labéeu, Hubert Lafortune, Auguste Landrieu, Charles Lannie, Constant Loriot, Nicolaas Moerloos, Ferdinand Minnaert, Louis Stoop, Jean Van Guysse, Alphonse Van Mele, François Verboven, Jean Verboven, Julien Verdonck, Joseph Verstraeten und Georges Vivex die Silbermedaille.